# Peixe-Boi
Peixe-Boi is een gemeente in de Braziliaanse deelstaat Pará. De gemeente telt 7.916 inwoners (schatting 2009).
De gemeente grenst aan Capanema, Primavera, Bonito, Nova Timboteua en Santarém Novo.